# Мург (Верхний Рейн)
Мург (нем. Murg) — община в Германии, в земле Баден-Вюртемберг.
Подчиняется административному округу Фрайбург. Входит в состав района Вальдсхут. Население составляет 6764 человека (на 31 декабря 2010 года). Занимает площадь 20,90 км².